# Juan Carlos Zabala
Juan Carlos Zabala (11. října 1911 Rosario – 24. ledna 1983 Buenos Aires) byl argentinský atlet, běžec na dlouhé tratě, olympijský vítěz v maratonu v roce 1932.
V mládí se nejdříve věnoval fotbalu a basketbalu, od šestnácti let atletice. Svůj první maraton absolvoval ve dvaceti letech v Košicích, kde zvítězil a vylepšil o osm minut traťový rekord.
O rok později, v roce 1932, startoval na olympiádě v Los Angeles. V maratonském závodě se neustále držel v čelní skupině, 4 kilometry před cílem se od ní odpoutal a zvítězil o 19 sekund.
Před olympiádou v Berlíně v roce 1936 vytvořil světový rekord v běhu na 20 kilometrů časem 1.04:00,2. Na olympijských hrách startoval nejdříve v běhu na 10 000 metrů, kde skončil šestý. Poté se postavil na start maratonu, závod však nedokončil.